# Națiunile celtice moderne

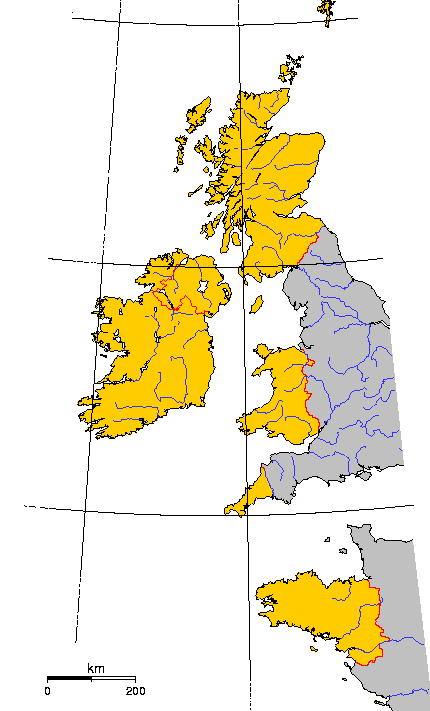
Cele șase națiuni celtice moderne.

Celții moderni sunt câteva grupuri etnice înrudite cu limbile celtice, populând națiunile celte.